# 柳瀬秀昭
 柳瀬 秀昭 （やなせ ひであき ）は、日本の実業家。トモエ薬品代表取締役社長。岐阜経済大学卒業。

## 来歴・人物
1994年2月よりトモエ薬品株式会社代表取締役。
2017年7月より豊橋東ロータリークラブ幹事。